# Elio Assirelli
Elio Assirelli (Faenza, 7 marzo 1923 – Ravenna, 28 ottobre 2009) è stato un politico italiano.

## Biografia
Funzionario pubblico, esponente della Democrazia Cristiana. La sua carriera politica cominciò come amministratore della sua città: fu sindaco di Faenza dal 1956 al 1972.

In quell'anno fu eletto al Senato, dove venne poi confermato anche dopo le elezioni del 1976. Concluse il suo mandato parlamentare nel 1979.
Muore all'età di 86 anni, nell'ottobre del 2009.